# Matière plastique de grande diffusion
Pour les articles homonymes, voir Big Six.

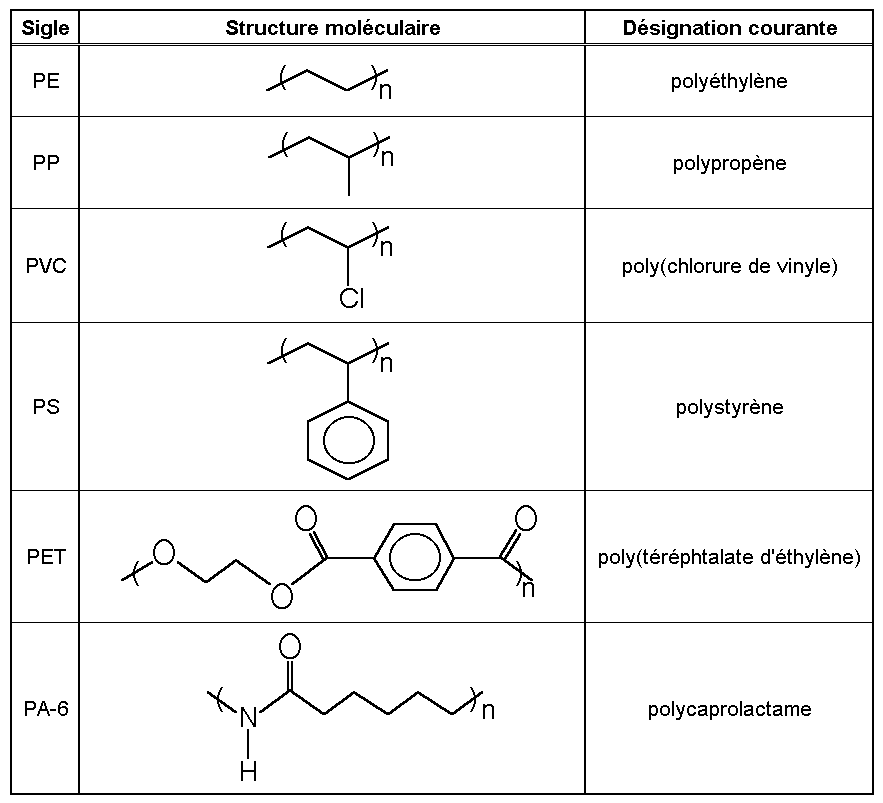
Formule topologique de quelques polymères thermoplastiques importants.

Dans l'industrie des plastiques, le terme « big six » désigne le groupe de polymères d'importance économique majeure : le volume de production annuel de ces polymères de grande diffusion, aussi appelés polymères de grande consommation ou polymères de commodité, s'évalue en millions de tonnes. Les polymères faisant partie du big six sont organiques, synthétiques et pour la plupart thermoplastiques ; les matériaux polymères sont bon marché et trouvent un usage dans de nombreux domaines.

## Production de plastiques

Évolution de la production de plastiques entre 1950 et 2012.

En 2011, la production mondiale de matières plastiques atteignait environ 260 - 280 millions de tonnes.

## Consommation dubig six
En 2011, le classement concernant la consommation dans l'Union européenne (plus Norvège et Suisse) des plastiques du big six était le suivant, :
| Ordre d'importance | Code                                                                        | Symbole de recyclage  | Désignation IUPAC                  | Désignation courante                                                                                              | Famille                              |
| ------------------ | --------------------------------------------------------------------------- | --------------------- | ---------------------------------- | --- | ------------------------------------ |
| 1                  | PE : PEBD (en anglais LDPE) PEBDL (en anglais LLDPE) PEHD (en anglais HDPE) | (PEBD) (PEBDL) (PEHD) | PE : poly(méthylène)               | polyéthylène basse densité (PEBD) polyéthylène à basse densité linéaire (PEBDL) polyéthylène haute densité (PEHD) | polyoléfine                          |
| 2                  | PP                                                                          | ♷                     | poly(1-méthyléthylène)             | polypropylène | polyoléfine                          |
| 3                  | PVC                                                                         | ♵                     | poly(1-chloroéthylène)             | poly(chlorure de vinyle)                                                                                          | polyvinylique ; éthylénique halogéné |
| 4                  | PS PS-E                                                                     | ♸                     | poly(1-phényléthylène)             | polystyrène « cristal » (PS) polystyrène expansé (PSE)                                                            | styrénique                           |
| 5                  | PUR                                                                         | ♹                     | -                                  | polyuréthane | polyuréthane                         |
| 6                  | PET                                                                         | ♳                     | poly(oxyéthylène oxytéréphtaloyle) | poly(téréphtalate d'éthylène)                                                                                     | polyester saturé                     |

## Annexe: Autres catégories de plastique
Concernant la classification des polymères, à l'opposé du big six se trouvent les polymères spéciaux, à haute valeur ajoutée, tels les polymères thermostables, conducteurs et photosensibles.
Les polymères techniques, tels les polyamides (PA), poly(téréphtalates de butylène) (PBT) et polyacétals (POM), forment une catégorie intermédiaire.